# Мастоидитис
Мастоидитис је болест мастоидног наставка темпораалне кости које настаје као компликација акутног запаљења средњег ува, због његовог неблаговремног или неадекватног лечења. Откако се гнојна упала ува лечи хемотерапеутицима и антибиотицима, акутни мастоидитис се у савременом свету много ређе јавља.
Ова компликација настаје као последица инфекцијом изазване некрозе кости мастоидног наставка и распадања његових интерцелуларних структура  у другој или у трећој недељи од почетка болести. Прелазак акутне упале ува у мастоидитис манифестује се појачаном и сталном гнојном секрецијом из ува, осетљивошћу мастоидног предела, системским знацима сепсе (грозница, повишена температура и главобоља) и рендгенским евидентним знацима коштане деструкције мастоидних ћелија.
У случајевима кад се и поред адекватне антибиотске терапије запаљења средњег ува развије акутни гнојни мастоидитис, индикована је мастоидектомија.

## Класификација
Мастоидитис се може манифестовати у два облика, као:
| МКБ       | Назив                                          | Клиничка слика |
| --------- | ---------------------------------------------- | --- |
| МКБ Х70.0 | Класични, или акутни, гнојни мастоидитис       | Ретка компликација акутног отитиса средњег ува (АОМ), који се дефинише као акутна запаљења мастоида са коликиквацијом гноја у ваздухом испуњеној мастоидној кости. |
| МКБ Х70.1 | Хронични, латентни, или маскирана, мастоидитис | Дуготрајни је или субклинички, облик мастоидитиса. Обично је повезан са хроничним супуративним отитисом средњег ува или холестеатомом.                             |

Разлика између мастоидизма и мастоидитиса
Два до три дана после почетка акутног запаљења средњег ува (отитиса), мастоидна област (иза ува) може да буде осетљива на притисак, због хиперемије и слабог проветравања пнеуматичких простора. Овај клинички знак назван је мастоидизам, и треба га разликовати од мастоидитиса, који представља проширење гнојног запаљења на мастоидне ћелије, и не наступа пре осмог или десетог дана после почетка отитиса. Слух је на оболелом уву ослабљен по спроводну типу наглувости.

## Клиничка слика
Акутни гнојни мастоидитис карактерише се поновним порастом телесне температуре, наком неколико дана од појаве акутног отитиса, код кога је после примењене тарапије (парацентезе или рупе бубне опне) претходно почела да опада.
Поред општег лошег стања болесника, грознице, малаксалости и повишене температуре, јављају се:
- Спонтани болови иза ува и појачано гнојно излучивање из ува.
- Леукоцитоза у крви,
- Оштећење слуха у јачој мери.

## Дијагноза
Отоскопски налаз
Отоскопски, налазе се знаци акутног отитиса. Перфорација бубне опне има каткад карактеристичан облик мале сисице. У развијенијим стањума, код болесника се отоскопски уочава и спуштен задњи горњи зид слушног ходника непосредно испред бубне опне (настао као израз периоститиса на
томе месту), који одговара највећој близини антрума. Од њега га дели само танка ламела кости.
Палпација
Притисак на мастоид је болан, нарочито на вршку и на месту које одговара антрума.
Радиографија
Рендгенским снимња може да се потврди коначна дијагноза мастоидитис. Снимак по Шилеру показаће:
- Какав је тип пнеуматизације и колико је она раширена.
- Да ли је само смањена прозрачност, пнеуматичког система или постоје и знаци губитка кречних соли, разарања и узура на кости
- Однос оболелих ћелија према сигмоидном синусу.

Ако је пнеуматизација јако развијена, мора се урадити снимање пирамиде по Стенверсу. Овом методом моћиче да се утврди да ли је вршак пирамиде пнеуматизован или није. Јача пнеуматизација врха може да се нађе код 50% пацијената. У случају акутног гнојног запаљења у читавом пнеуматичком систему може да буде захваћена и група ћелија на вршку пирамиде (петрозитис).

## Терапија
Након што се дијагностиком утврди акутни гнојни мастоидитис, приступа се оперативном лечењу, уз наставак употребе антибиотика (само као помоћно средство поред хируршког лечења). Ако се лекар ослања само на употребу антибиотика, без хируршког захвата, може лако да изазовео ефекат који се у отологији назива „маскирање процеса”. Он није нигде у костима толико изражен колико у кости мастоида. Процес ће наоко, бар у свом већим делу, да изгледа смирен, али у неком скривеном и испитивању неприступачном одсечка тињаће и даље, или ће доћи до изражаја тек након што букне нека тешка и опасна ендокранијална компликација.